# 宮城県村田高等学校
宮城県村田高等学校（みやぎけん むらたこうとうがっこう）は、宮城県柴田郡村田町大字村田字金谷にある県立高等学校。

## 設置学科
- 全日制課程　
  - 総合学科
    - 言語・自然科学系列
    - 介護福祉系列
    - 商業実践系列
    - 自動車系列

## 沿革
- 1924年4月 - 宮城県村田実科高等女学校開校（村田町立）
- 1943年4月 - 宮城県村田高等女学校と改称
- 1948年7月 - 宮城県村田高等学校開校（定時制　普通科男子・家庭科女子）
- 1962年4月 - 普通科を男女共学とする
- 1964年4月 - 全日制課程設置
- 1966年4月 - 県立に移管
- 1968年4月 - 自動車科設置
- 1983年3月 - 定時制課程廃止
- 1990年4月 - 電子機械科・生活科学科設置
- 1995年4月 - 総合学科（単位制）設置

## アクセス
- JR東北本線大河原駅からミヤコーバスで村田行き・川崎行きで「村田南町」下車，徒歩5分